# Vaux-Marquenneville
Vaux-Marquenneville és un municipi francès situat al departament del Somme i a la regió dels Alts de França. L'any 2007 tenia 82 habitants.

## Demografia

### Població

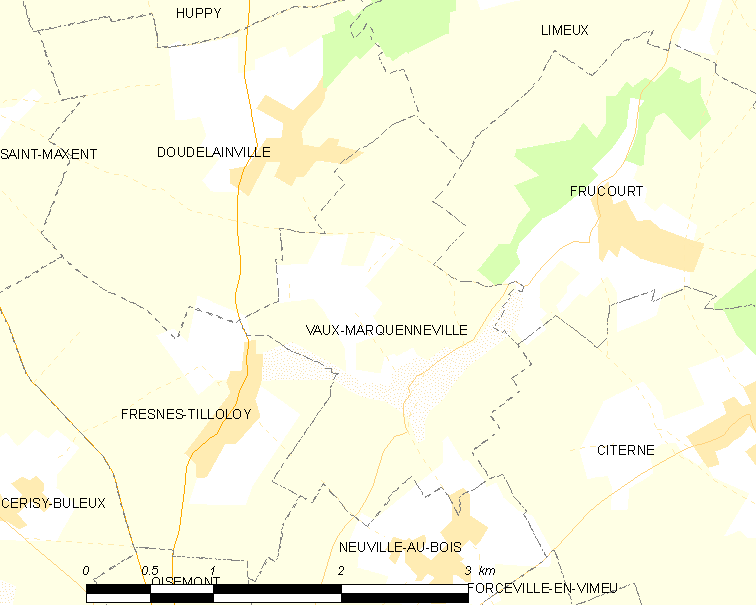
mapa del municipi

El 2007 la població de fet de Vaux-Marquenneville era de 82 persones. Hi havia 28 famílies de les quals 4 eren unipersonals (4 dones vivint soles i 4 dones vivint soles), 16 parelles sense fills i 8 parelles amb fills.
La població ha evolucionat segons el següent gràfic:
Habitants censats

### Habitatges

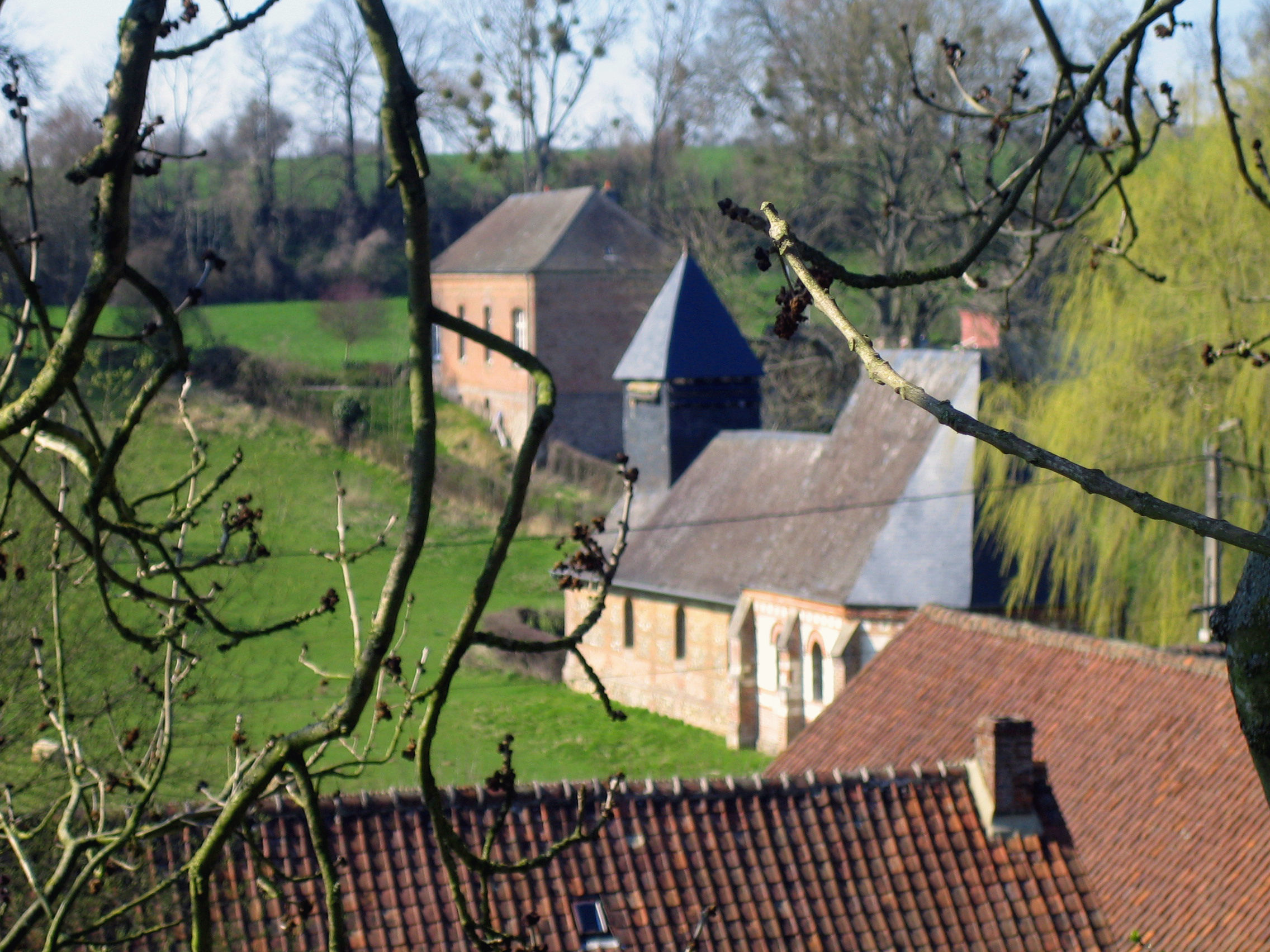

El 2007 hi havia 37 habitatges, 31 eren l'habitatge principal de la família, 1 era una segona residència i 4 estaven desocupats. Tots els 37 habitatges eren cases. Dels 31 habitatges principals, 27 estaven ocupats pels seus propietaris i 4 estaven llogats i ocupats pels llogaters; 3 tenien tres cambres, 14 en tenien quatre i 14 en tenien cinc o més. 25 habitatges disposaven pel capbaix d'una plaça de pàrquing. A 18 habitatges hi havia un automòbil i a 13 n'hi havia dos o més.

### Piràmide de població

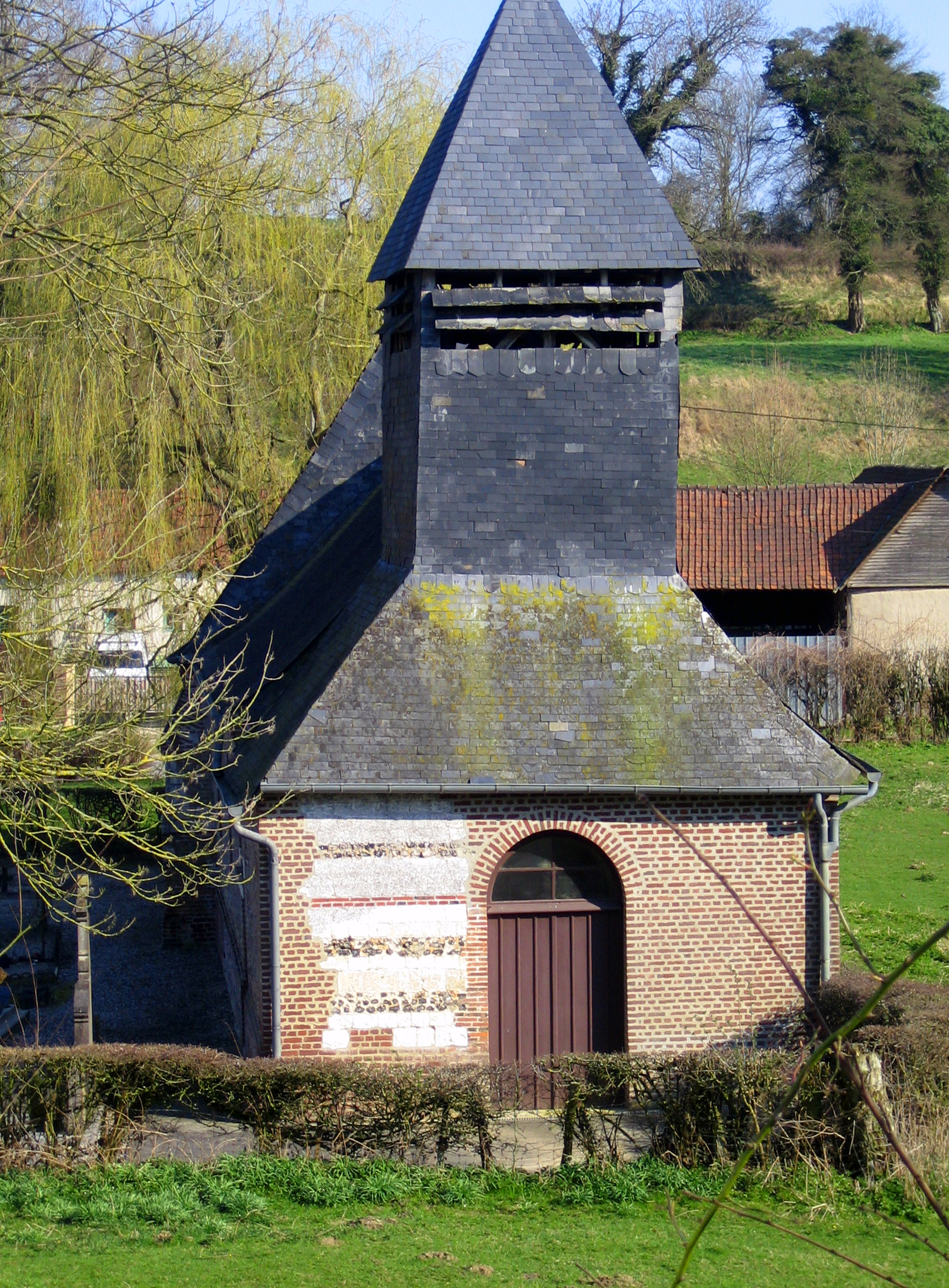

La piràmide de població per edats i sexe el 2009 era:
| Homes | Edats   | Dones |
| ----- | ------- | ----- |
| 0     | 95 o +  | 0     |
| 0     | 90 a 94 | 4     |
| 0     | 85 a 89 | 0     |
| 0     | 80 a 84 | 0     |
| 0     | 75 a 79 | 4     |
| 0     | 70 a 74 | 0     |
| 4     | 65 a 69 | 0     |
| 12    | 60 a 64 | 0     |
| 0     | 55 a 59 | 4     |
| 0     | 50 a 54 | 8     |
| 0     | 45 a 49 | 0     |
| 0     | 40 a 44 | 0     |
| 0     | 35 a 39 | 0     |
| 0     | 30 a 34 | 0     |
| 8     | 25 a 29 | 8     |
| 0     | 20 a 24 | 0     |
| 4     | 15 a 19 | 0     |
| 0     | 10 a 14 | 0     |
| 0     | 5 a 9   | 4     |
| 0     | 0 a 4   | 4     |

## Economia

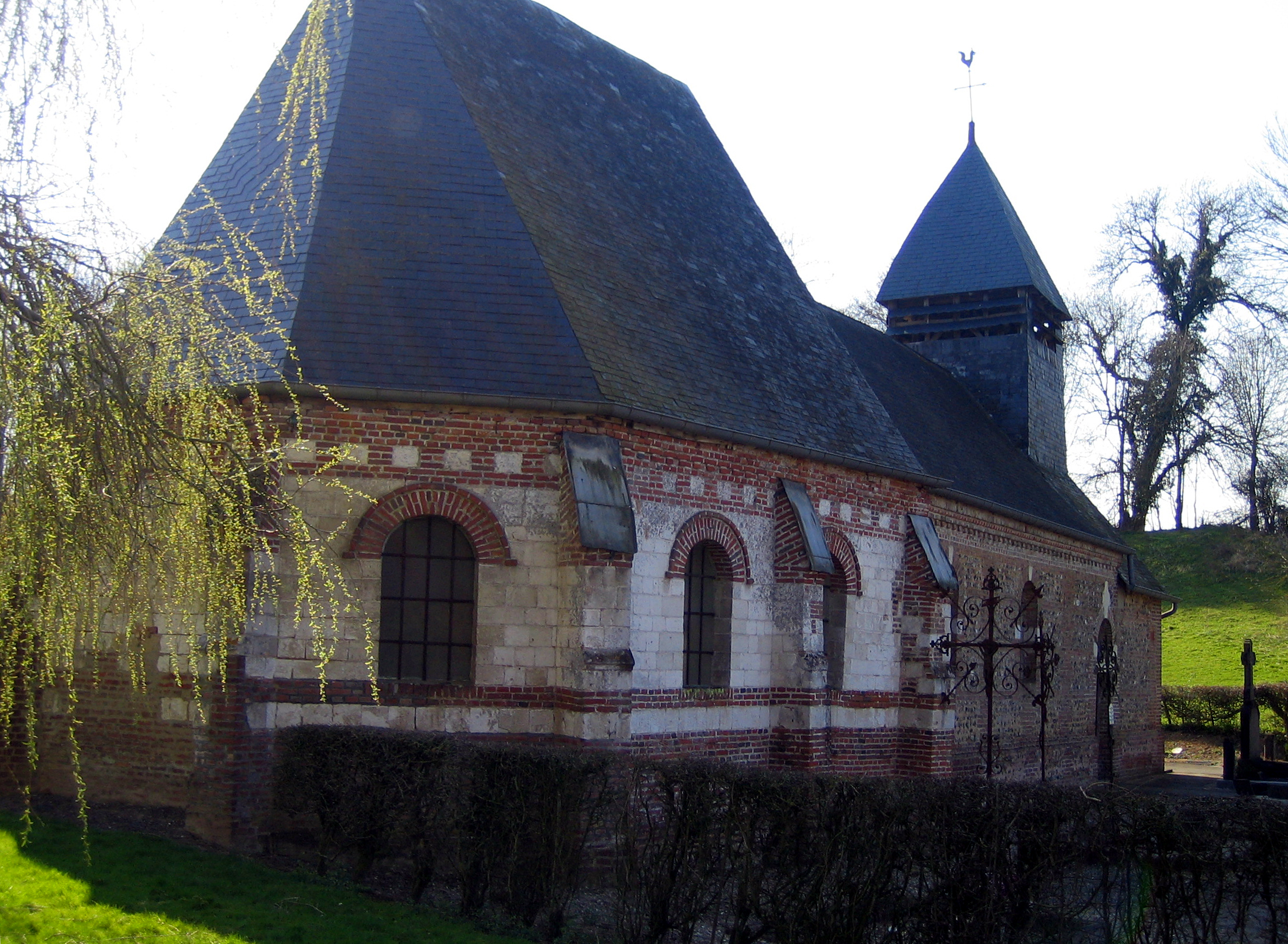

El 2007 la població en edat de treballar era de 51 persones, 32 eren actives i 19 eren inactives. Les 32 persones actives estaven ocupades(16 homes i 16 dones).. De les 19 persones inactives 7 estaven jubilades, 6 estaven estudiant i 6 estaven classificades com a «altres inactius».
Activitats econòmiques
Dels 3 establiments que hi havia el 2007, 1 era d'una empresa de construcció i 2 d'empreses de comerç i reparació d'automòbils.
L'únic servei als particulars que hi havia el 2009 era un paleta.

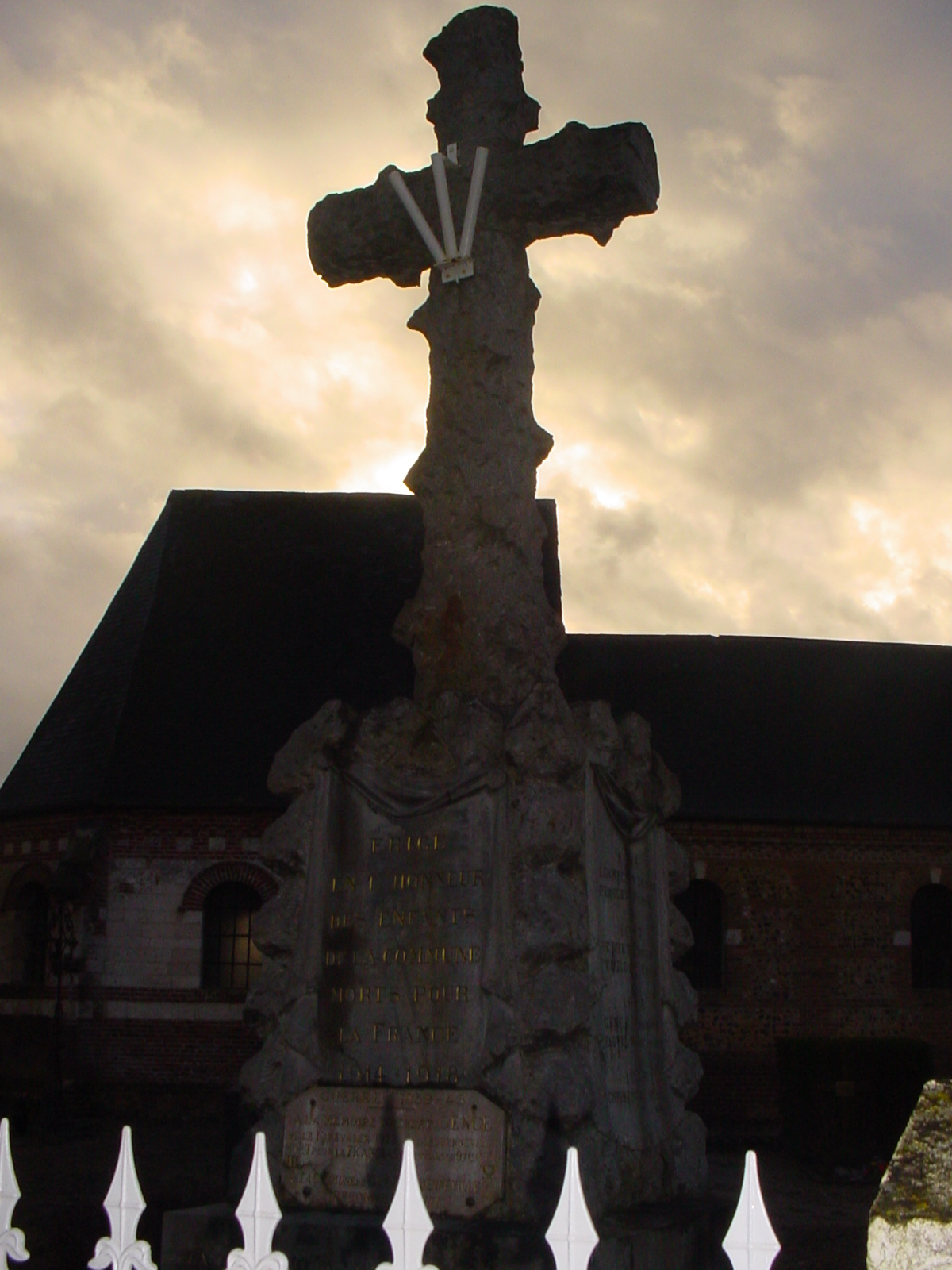

L'any 2000 a Vaux-Marquenneville hi havia 11 explotacions agrícoles que ocupaven un total de 395 hectàrees.

## Poblacions més properes

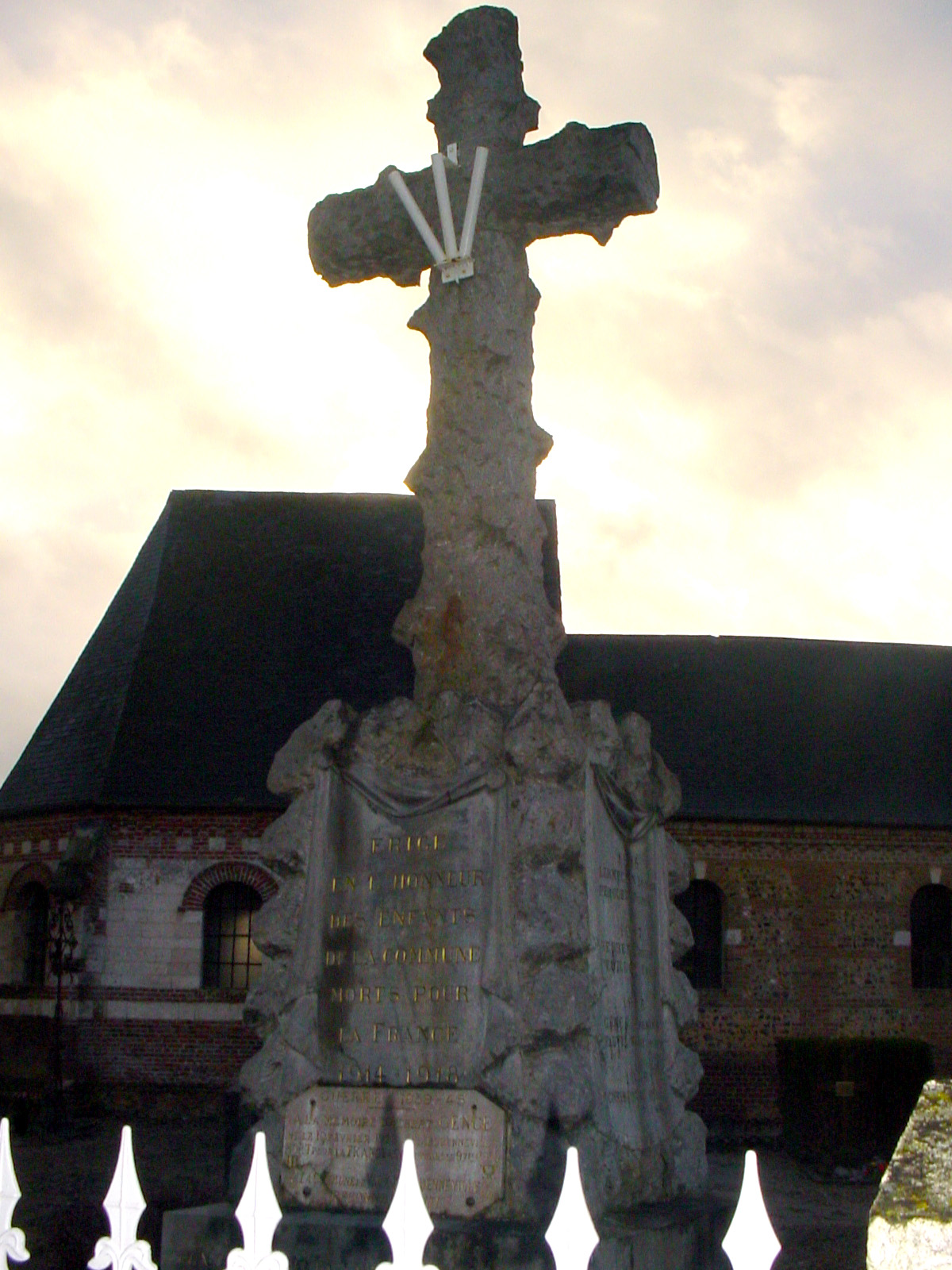

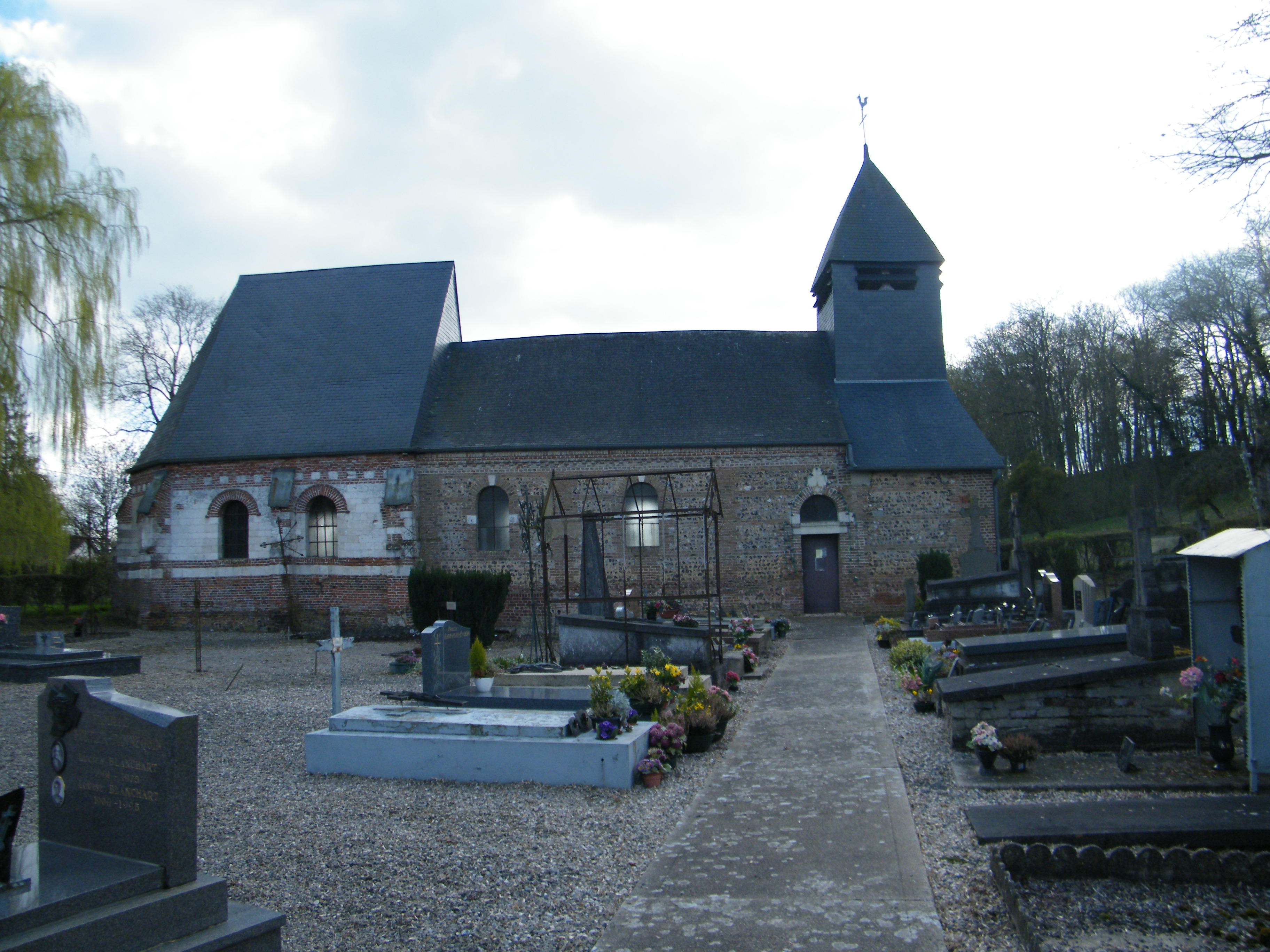

El següent diagrama mostra les poblacions més properes.